# Jan Kubik
Jan Kubik (13. srpna 1859 Janowice – 24. listopadu 1918 Janowice) byl rakouský politik polské národnosti z Haliče, na přelomu 19. a 20. století poslanec Říšské rady.

## Biografie
Původní profesí byl truhlářem. Sám se vzdělával, včetně hlubokých znalostí Bible. Byl veřejně a politicky činný. Zastával funkci starosty domovských Janowic. Od 90. let 19. století začal publikovat v tisku.
Byl také poslancem Říšské rady (celostátního parlamentu Předlitavska), kam usedl ve volbách do Říšské rady roku 1897 za kurii všeobecnou v Haliči, 3. volební obvod: Biała, Chrzanów atd. Mandát obhájil ve volbách do Říšské rady roku 1901, nyní za kurii venkovských obcí, obvod Biała, Żywiec. Do parlamentu se vrátil ve volbách do Říšské rady roku 1911, konaných již podle všeobecného a rovného volebního práva. Byl zvolen za obvod Halič 36. Ve volebním období 1897–1901 se uvádí jako Johann Kubik, zemědělec, bytem Janowice u Bestwiny. Díky dobré znalosti němčiny se často zapojoval do parlamentních diskuzí.
Ve volbách roku 1897 je uváděn jako samostatný polský kandidát. Do voleb roku 1901 šel jako stoupenec tzv. Stojałowského skupiny (Stronnictwo Chrześcijańsko-Ludowe Stanisława Stojałowského). Usedl pak ale do poslaneckého klubu Polské lidové strany. Po volbách roku 1907 zasedl do parlamentního Klubu polské lidové strany. Do Polské lidové strany přestoupil 5. června 1901 a téhož roku vydal spis W obronie własnej – list otwarty do wyborców, ve kterém označil činnost Stojałowského za škodlivou. Roku 1901 se také stal členem výkonného výboru Polské lidové strany a v období let 1903–1913 byl členem předsednictva strany. Roku 1913 se během rozkolu ve straně přidal k jejímu levicovému křídlu a roku 1914 byl zvolen do funkce místopředsedy předsednictva nástupnické politické formace Polská lidová strana levice (Polskie Stronnictwo Ludowe Lewica).
Během první světové války vystupoval publicisticky proti vlivu kléru v Haliči. Zemřel v listopadu 1918.